# والتر بیلی
والتر بیلی (انگلیسی: Walter Bailey؛ زادهٔ ۱۸۷۶) بازیکن فوتبال اهل انگلستان بود.